# Phường 4, Gò Vấp
Phường 4 là một phường thuộc quận Gò Vấp, Thành phố Hồ Chí Minh, Việt Nam.
Phường 4 có diện tích 0,37 km², dân số năm 2021 là 17.966 người,  mật độ dân số đạt 48.556 người/km².